# Mijaíl Yakushin
Mijaíl Iósifovich Yakushin (en ruso: Михаил Иосифович Якушин; Moscú, 15 de noviembre de 1910 — Moscú, 3 de febrero de 1997) fue un futbolista y entrenador soviético. Es considerado el mejor técnico en la historia del club Dinamo de Moscú al lograr con este un total de seis campeonatos soviéticos de liga. Fue homenajeado también como  Honorable Maestro de Deportes de la URSS en 1940.

## Trayectoria
Mijaíl Yakushin se inició en el fútbol en equipos menores de Moscú, STS (1928-1929) y Skig (1931-1933). En 1933 llega al club con el que se identificaría el Dinamo de Moscú, equipo con el que lograría tres títulos de liga y una copa hasta su retiro como futbolista en 1943. De forma casi consecutiva, Yakushin se convirtió en entrenador de este mismo equipo.
En octubre de 1944 asume como entrenador del Dinamo de Moscú equipo al que dirigió en dos periodos (1944-1950 y 1953-1960) y con el que ganó 6 títulos de liga (1945, 1949, 1954, 1955, 1957 y 1959) y en otras cinco ocasiones el obtuvo el subcampeonato (1946, 1947, 1948, 1956 y 1958). 
Los años 1967 y 1968 dirige la Selección Soviética logrando la cuarta posición en la Eurocopa 1968.
En los años 70 y 80 después de dejar su labor como técnico, trabajo en la Federación de Fútbol de la URSS y posteriormente desde 1993 hasta el día de su muerte fue miembro de la Junta Directiva del Dinamo de Moscú. Falleció en Moscú el 3 de febrero de 1997 y está sepultado en el cementerio Vagankovski.

### Trayectoria como entrenador
| Club                | País            | Año         |
| ------------------- | --------------- | ----------- |
| Dinamo Moscú        | Unión Soviética | 1944 - 1950 |
| Dinamo Tbilisi      | Unión Soviética | 1950 - 1953 |
| Dinamo Moscú        | Unión Soviética | 1953 - 1960 |
| Dinamo Tbilisi      | Unión Soviética | 1962 - 1964 |
| Pakhtakor Tashkent  | Unión Soviética | 1965 - 1966 |
| Selección Soviética | Unión Soviética | 1967 - 1968 |
| Pakhtakor Tashkent  | Unión Soviética | 1969 - 1970 |
| Lokomotiv Moscú     | Unión Soviética | 1973        |
| Dinamo Tbilisi      | Unión Soviética | 1974 - 1975 |

## Palmarés
- Liga Soviética :
  - como jugador : 1936, 1937 y 1940
  - como entrenador :  1945, 1949, 1954, 1955, 1957 y 1959

- Copa de la URSS :
  - como jugador : 1937
  - como entrenador : 1953